# Georgi Iwanowitsch Chetagurow
Georgi Iwanowitsch Chetagurow (russisch Георгий Иванович  Хетагуров; * 25. April 1903 bei Alagir in Nordossetien; † 3. September 1975 in Moskau) war ein sowjetischer Offizier, zuletzt im Range eines Armeegenerals (1968).
Zudem wurde ihm der Ehrentitel Held der Sowjetunion verliehen (1945).

## Leben
Chetagurow wurde 1903 im Dorf Saramag, heute im Bezirk Alagir in der Republik Nordossetien geboren. Ab Januar 1920 nahm er als Soldat der Roten Armee an den Kämpfen während des Bürgerkriegs teil. 1922 absolvierte er den 38. Artjom-Infanterie-Kurs in Pjatigorsk, wonach er zum stellvertretenden Zugführer in der 28. Gebirgs-Schützendivision ernannt wurde. Nach der Absolvierung der Kiewer Militärschule wurde er 1926 nach Tschita zur 36. Transbaikalischen Schützendivision geschickt, wo er zunächst einen Zug, dann eine Artilleriebatterie führte. 1931 absolvierte er den Kavallerie-Fortbildungskurse für Offiziere in Nowotscherkassk. Nach dem Abschluss wurde er in den Fernen Osten geschickt und im Dezember 1931 zum Kommandeur einer Abteilung des 2. Amur-Artillerie-Regiments der Spezial Rotbannerarmee-Fernost ernannt, seit Oktober 1932 war er Chef der Artillerie des 1. Wolochajewsker-Schützenregiments und ab März 1934 Artilleriechefs des 4. Wolochajewsker-Schützenregiments. Seit August 1935 war er Kommandeur des 3. separaten Feldartillerie-Bataillons in Transbaikalien. 1936 wurde er zum Major und 1938 zum Oberst ernannt. Ab August 1937 war er Kommandeur des 181. Artillerie-Regiments der Oberkommandoreserve. Im Februar 1938 wurde er zu den Ausbildungskursen für höhere Offiziere der Dscherschinski-Artillerie-Akademie geschickt, erhielt jedoch im August, ohne diese Kurse abzuschließen, eine neue Ernennung: Er wurde zum Leiter der Artillerie des 20. Schützenkorps der 2. Rotbanner-Armee im Militärbezirk Fernost ernannt. 1940 wechselte er zum Leningrader Militärbezirk und wurde Artilleriechef des 21. mechanisierten Korps.
Mit Beginn des Großen Vaterländischen Krieges trat das 21. mechanisierte Korps unter General Dmitri Danilowitsch Leljuschenko im Juli 1941 in die Grenzkämpfe an der Nordwestfront ein, wobei Chetagurow schwer verwundet wurde. Im November 1941 wurde er zum Stabschef der 30. Armee und am 9. Dezember zum Generalmajor ernannt. Seine Truppen nahmen an der Schlacht um Moskau teil. Im Dezember 1942 wurde er zum Stabschef der neu aufgestellten 3. Gardearmee ernannt, die zu dieser Zeit eine Gegenoffensive in der Nähe von Stalingrad entwickelte. Zwischen März und August 1943 vertrat er Generalleutnant Leljuschenko im Oberkommando dieser Armee.
Seit Januar 1944 diente er als Stabschef der 1. Gardearmee, die als Teil der 1. Ukrainischen Front an der Schitomir-Berditschewer- und Proskurow-Czernowitzer Operation teilnahm. Im Mai 1944 wurde er zum Kommandeur der 82. Garde-Schützendivision der 8. Gardearmee (Generaloberst Wassili Tschuikow) der 3. Ukrainischen Front ernannt. Im Juni 1944 nahm seine Division an der Operation Bagration und an der Lublin-Brester Offensive teil. Während der Warschau-Posener Operation durchbrach seine Division erfolgreich die deutsche Verteidigung und befreite zusammen mit anderen Formationen die Stadt Lodz. Für diesen Erfolg wurde er als Generalmajor der Artillerie mit dem Suworow-Orden 1. Klasse ausgezeichnet. Dann nahm seine Division am Angriff auf die Festung Posen teil. Ende März 45 wurde die Formation von Chetagurow in den Oder-Brückenkopf von Küstrin verlegt und beteiligte sich an der Eroberung der Festung Küstrin. Am 6. April 1945 wurde er durch ein Dekret des Präsidiums des Obersten Sowjet als Held der Sowjetunion ausgezeichnet.
Am 26. April 1945, mitten in der Schlacht um Berlin, übernahm er das Kommando über das 29. Garde-Schützenkorps und führte es die letzten sieben Tage in den Straßenkämpfen der Stadt.
Nach dem Krieg in Ost-Deutschland wurde Georgi Iwanowitsch am 11. Juli 1945 zum Generalleutnant befördert und am 10. August als Nachfolger von Generalmajor W. A. Semenow zum Kommandeur des 59. Schützenkorps der 1. Rotbannerarmee bei der 1. Fernostfront ernannt. Seine Truppen nahmen während der Charbin-Jiliner Operation an der Befreiung der Städte Charbin und Mudanjiang teil.
Nach dem Krieg befehligte er weiterhin das 29. Schützenkorps und ab April 1949 wurde er zum Kommandeur des 30. Garde-Schützenkorps des Leningrader Militärbezirks ernannt. Vom September 1954 bis April 1958 war er Befehlshaber der 8. Gardearmee und ab April 1958 Kommandant der Nordgruppe der sowjetischen Streitkräfte. Am 8. August 1955 wurde er zum Generaloberst und am 19. Februar 1968 zum Armeegeneral ernannt. Von 1963 bis 1971 war er Kommandeur des Militärbezirks Baltikum. Seit 1971 war er Berater in der Gruppe der Generalinspektoren des Verteidigungsministeriums der UdSSR. Er starb 1975 in Moskau und wurde auf dem Nowodewitschi-Friedhof beigesetzt.

## Auszeichnungen (Auswahl)
- Held der Sowjetunion (06.04.1945)
- Drei Leninorden (06.04.1945, 30.04.1945, 24.04.1963)
- Fünf Rotbannerorden (1929, 02.01.1942, 12.04.1942, 03.11.1944, 02.09.1950)
- Suworow-Orden I. Klasse (29.05.1945)
- Kutusoworden, u. a. I. Klasse (17.09.1943)
- Orden des Roten Sterns (31.08.1941)
- Orden des Grunwald-Kreuzes III. Klasse (24.04.1946)
- Medaille für Warschau 1939–1945 (27.04.1946)
- Medaille für Oder, Neiße, Ostsee (27.04.1946)